# Golden Gate (průliv)
Zlatá brána (anglicky Golden Gate) je průliv u západního pobřeží USA v Kalifornii, který spojuje Sanfranciskou zátoku s Tichým oceánem. Je přibližně 8 km dlouhý, 1,5 až 3 km široký.

## Doprava
Na severním břehu jsou pevnosti a na jižním město San Francisco. Od roku 1937 oba břehy spojuje stejnojmenný visutý most s rozponem 1281 m.